# Fauna urbana

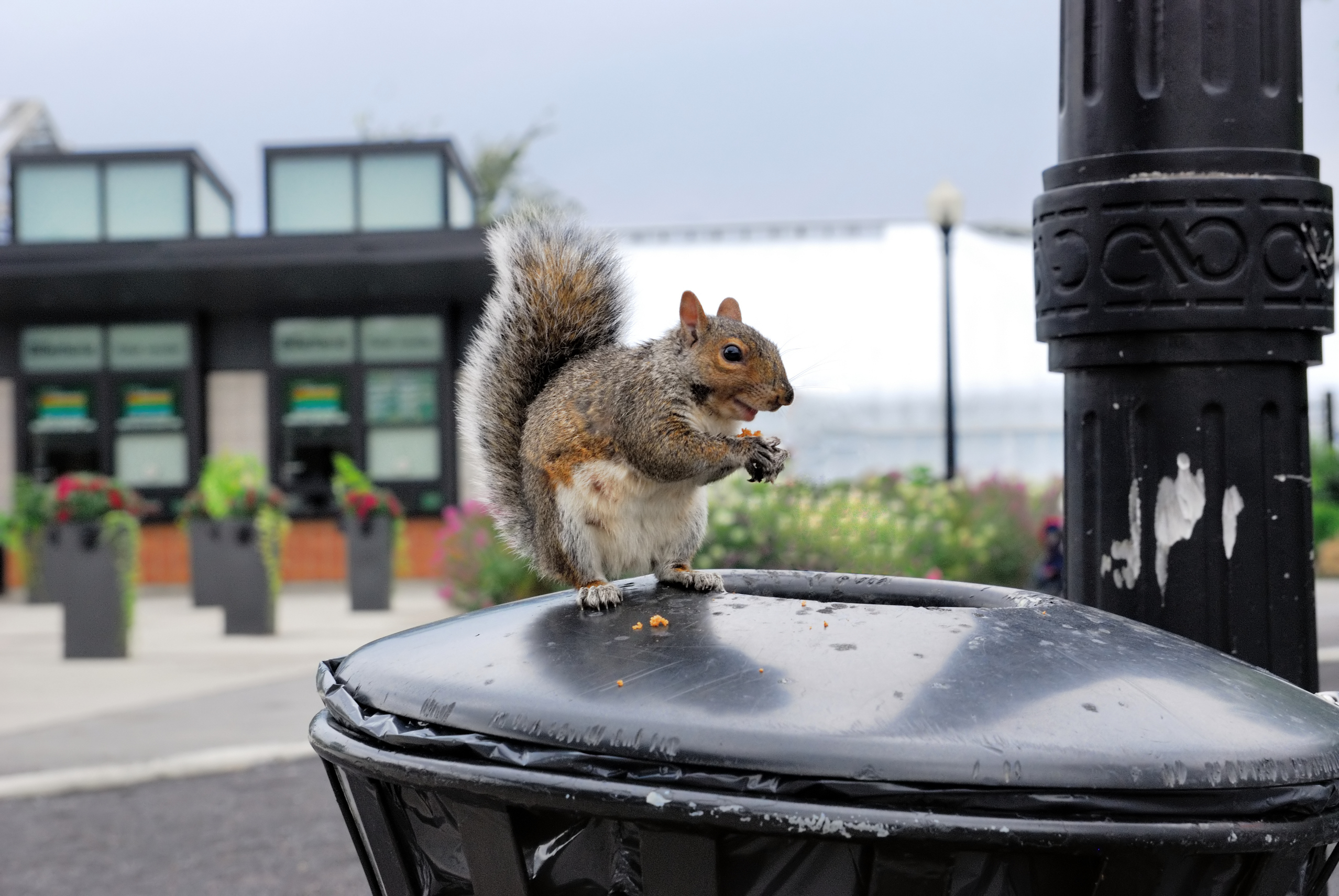
Um esquilo-cinzento-oriental em Montreal procurando comida em uma lata de lixo

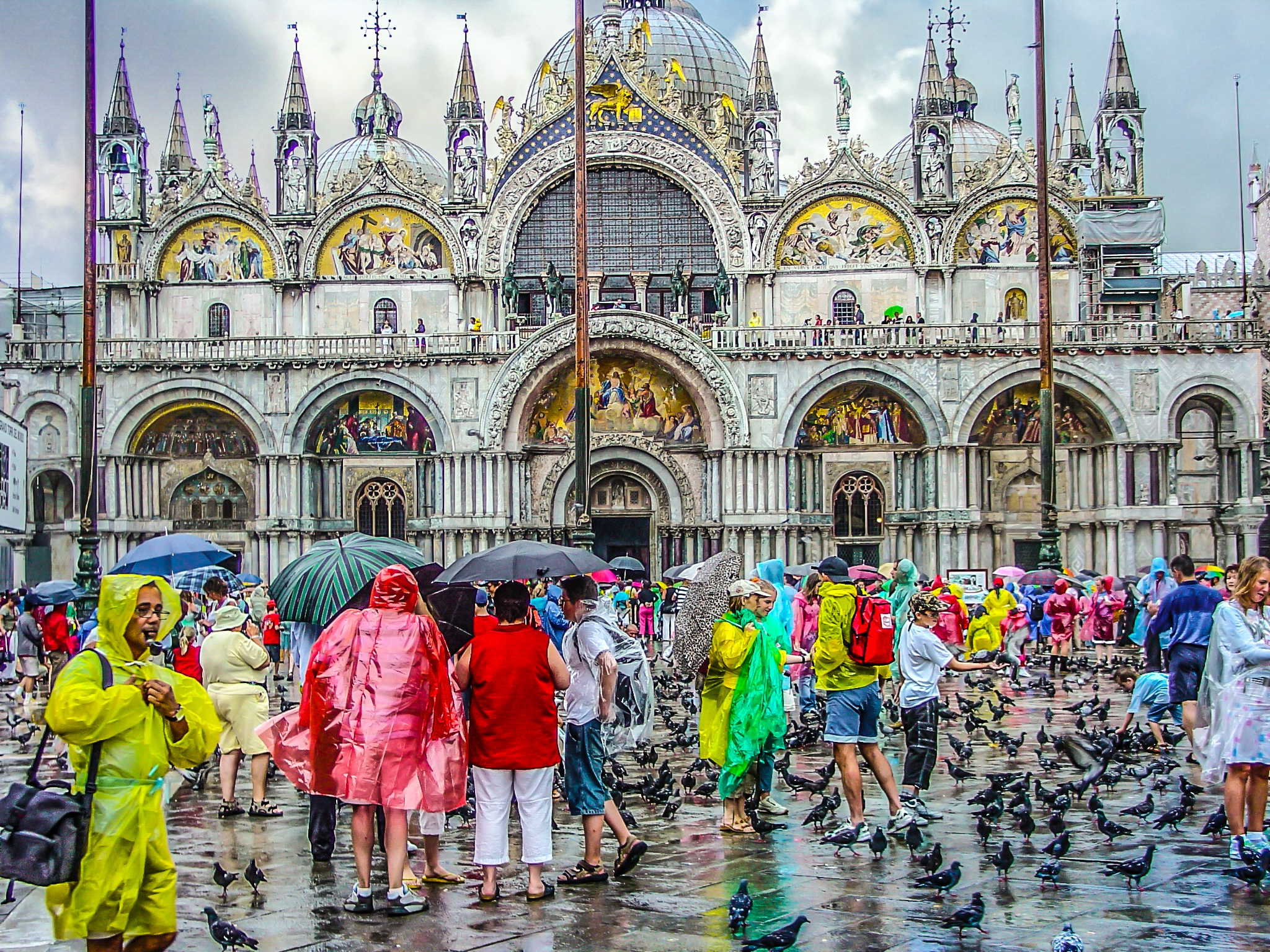
Pombos se misturam com turistas em Veneza

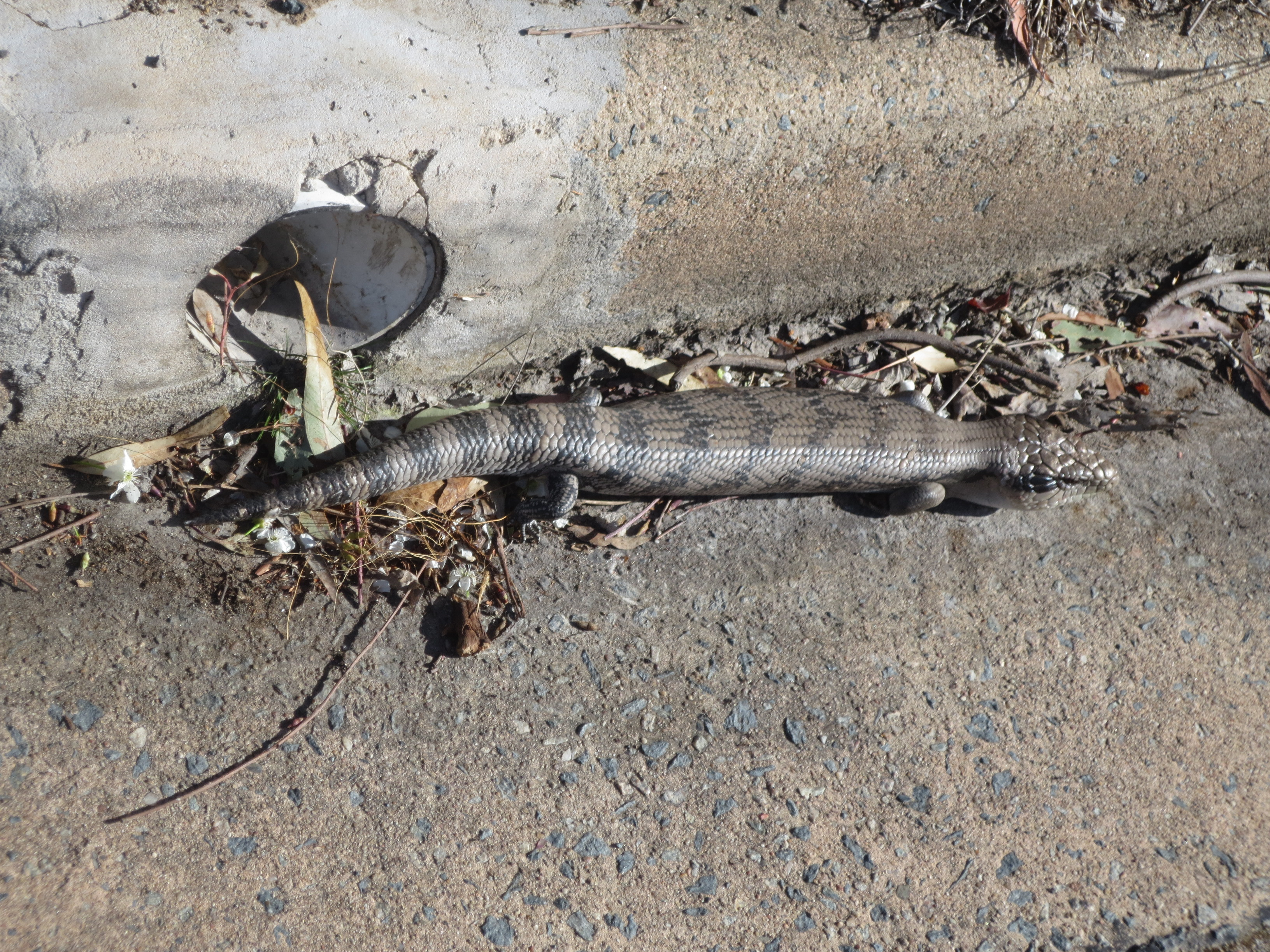
Lagarto-de-língua-azul em uma rua suburbana em Camberra (o cano de águas pluviais de 10,2 cm na foto mostra o tamanho)

A fauna urbana refere-se a todos aqueles animais selvagens que, ao escolherem áreas urbanas como habitat, aceitam e se adaptam ao contato contínuo com os humanos, podendo viver ou prosperar em ambientes urbanos/suburbanos ou ao redor de assentamentos humanos densamente povoados, como cidades.
Alguns animais selvagens urbanos, como camundongos domésticos, são sinantrópicos, ecologicamente associados e até evoluíram para se tornarem totalmente dependentes de habitats humanos. Por exemplo, o alcance de muitas espécies sinantrópicas é expandido para latitudes nas quais elas não conseguiriam sobreviver ao inverno fora dos abrigos fornecidos por assentamentos humanos. Outras espécies simplesmente toleram a coabitação perto de humanos e usam as florestas urbanas restantes, parques, espaços verdes e vegetações de jardins/ruas como habitats de nicho, em alguns casos gradualmente se acostumando o suficiente perto de humanos para também se tornarem sinantrópicas ao longo do tempo. Essas espécies representam uma minoria das criaturas naturais que normalmente habitariam uma área e contêm uma grande proporção de espécies selvagens e introduzidas, em oposição às espécies verdadeiramente nativas. Por exemplo, uma compilação de estudos de 2014 (que foram severamente tendenciosos em relação ao trabalho realizado na Europa, com muito poucos estudos no sul e sudeste da Ásia) concluiu que apenas 8% das espécies de aves nativas e 25% das espécies de plantas nativas estavam presentes em áreas urbanas, em comparação com as estimativas de densidade de espécies não urbanas.
Faunas urbanas podem ser encontradas em qualquer latitude que suporte habitações humanas - a lista de animais que se aventuram em assentamentos humanos urbanizados para forragear horticulturas ou vasculhar o lixo vai de macacos nos trópicos a ursos polares no Ártico.
Diferentes tipos de áreas urbanas abrigam diferentes tipos de vida selvagem. Uma característica geral das espécies de pássaros que se adaptam bem aos ambientes urbanos é que tendem a ser as espécies com cérebros maiores, o que talvez lhes permita ser mais adaptáveis comportamentalmente ao ambiente urbano mais volátil. Artrópodes (insetos, aranhas e milípedes), gastrópodes (caracóis e lesmas terrestres), vários vermes e alguns répteis (por exemplo, lagartixas domésticas) também podem prosperar bem nos nichos dos assentamentos humanos.